# Kvarntjärnen (Ytterhogdals socken, Hälsingland, vid Kölsjön)
Kvarntjärnen är en sjö i Härjedalens kommun i Hälsingland och ingår i Ljungans huvudavrinningsområde.